# William Aar
William Aar (født 23. oktober 1997) er en norsk håndboldspiller som spiller for TTH Holstebro. Han har tidligere spillet for Kolstad Håndball i hjemlandet, i Århus Håndbold i 2020/2021 sæsonen samt i Ribe-Esbjerg Håndbold.. Han er udtaget til Norges håndboldlandshold til euromesterskabsturneringen i 2020.